# Zoé Valdés
Zoé Milagros Valdés Martínez (ur. 2 maja 1959 w Hawanie) – kubańska pisarka i poetka, krytyk filmowy.

## Życiorys
Studiowała na Instituto Superior Pedagógico im. Enrique José Varony, ale nigdy go nie ukończyła. Od 1984 do 1988 pracowała w delegacji kubańskiej w UNESCO w Paryżu oraz w Oficina Cultural de la Misión de Cuba w Paryżu. Od 1990 do 1995 była redaktorem naczelnym magazynu „Cine Cubano”.
Zasiadała w jury konkursu głównego na 51. MFF w Cannes (1998).
Obecnie mieszka w Paryżu z córką i swym trzecim mężem.

## Nagrody
- 1982 Poetycka nagroda Roque Daltona i Jaime Suáreza Quemaina
- 1995 Zdobywczyni nagrody Premio Planeta
- 1997 LiBeraturpreis przyznana za La nada cotidiana

## Twórczość
- 2019 El beso de la extranjera. Monumento porno-existencial al amor
- La salvaje inocencia
- 2017 Et la terre de leur corps
- 2016 La noche al revés. Dos historias cubanas
- 2016 The Weeping Woman
- 2015 La Habana, mon amour
- 2013 La mujer que llora
- 2010 El todo cotidiano
- 2009 Anatomía de la mirada
- 2008 La ficción Fidel
- 2004 La eternidad del instante
- 2003 Lobas de mar (pol. Piratki z Karaibów, tłum. Maria Raczkiewicz-Śledziewska, wyd. Oficyna Literacka Noir sur Blanc 2010)
- 2001 Milagro en Miami (pol. Cud w Miami, tłum. Maria Raczkiewicz-Śledziewska, wyd. Oficyna Literacka Noir sur Blanc 2004)
- 2000 El pie de mi padre
- 1999 Querido primer novio
- 1999 Los aretes de la luna
- 1999 Cuerdas para el lince
- 1998 Traficantes de belleza
- 1997 Café Nostalgia
- 1997 Los poemas de la Habana
- 1996 Te di la vida entera (pol. Oddałam ci całe życie, tłum. Maciej Ziętara, wyd. Oficyna Literacka Noir sur Blanc 1999)
- 1996 Cólera de ángeles
- 1995 La nada cotidiana
- 1995 La hija del embajador
- 1993 Sangre azul
- 1986 Respuestas para vivir
- 1986 Todo para una sombra
- 1986 Vagón para fumadores